# NGC 7488
NGC 7488 ist eine linsenförmige Galaxie vom Hubble-Typ E-S0 im Sternbild Fische. Sie ist schätzungsweise 567 Millionen Lichtjahre von der Milchstraße entfernt.
Das Objekt wurde am 11. August 1864 von Albert Marth entdeckt.